# Embaixada da Guiné Equatorial em Brasília
A Embaixada da Guiné Equatorial em Brasília é a principal representação diplomática equato-guineense no Brasil. O atual embaixador é Juan Ndong Nguema Mbengono, no cargo desde março de 2019.
Brasil e Guiné Equatorial estabeleceram relações diplomáticas em 26 de maio de 1974, mas a embaixada guineense em Brasília foi inaugurada só em 2005, e a embaixada brasileira em Malabo, em 2006. Ela é a única opção consular do país africano no Brasil.

## História
Brasil e Guiné Equatorial estabeleceram relações diplomáticas só em 1973, apesar do primeiro reconhecer a independência do segundo desde 1958. A embaixada equato-guineense em Brasília foi fundada no ano de 2005, e no ano seguinte, 2006, a embaixada brasileira na capital do país africano, Malabo, foi instalada e aberta.

## O embaixador

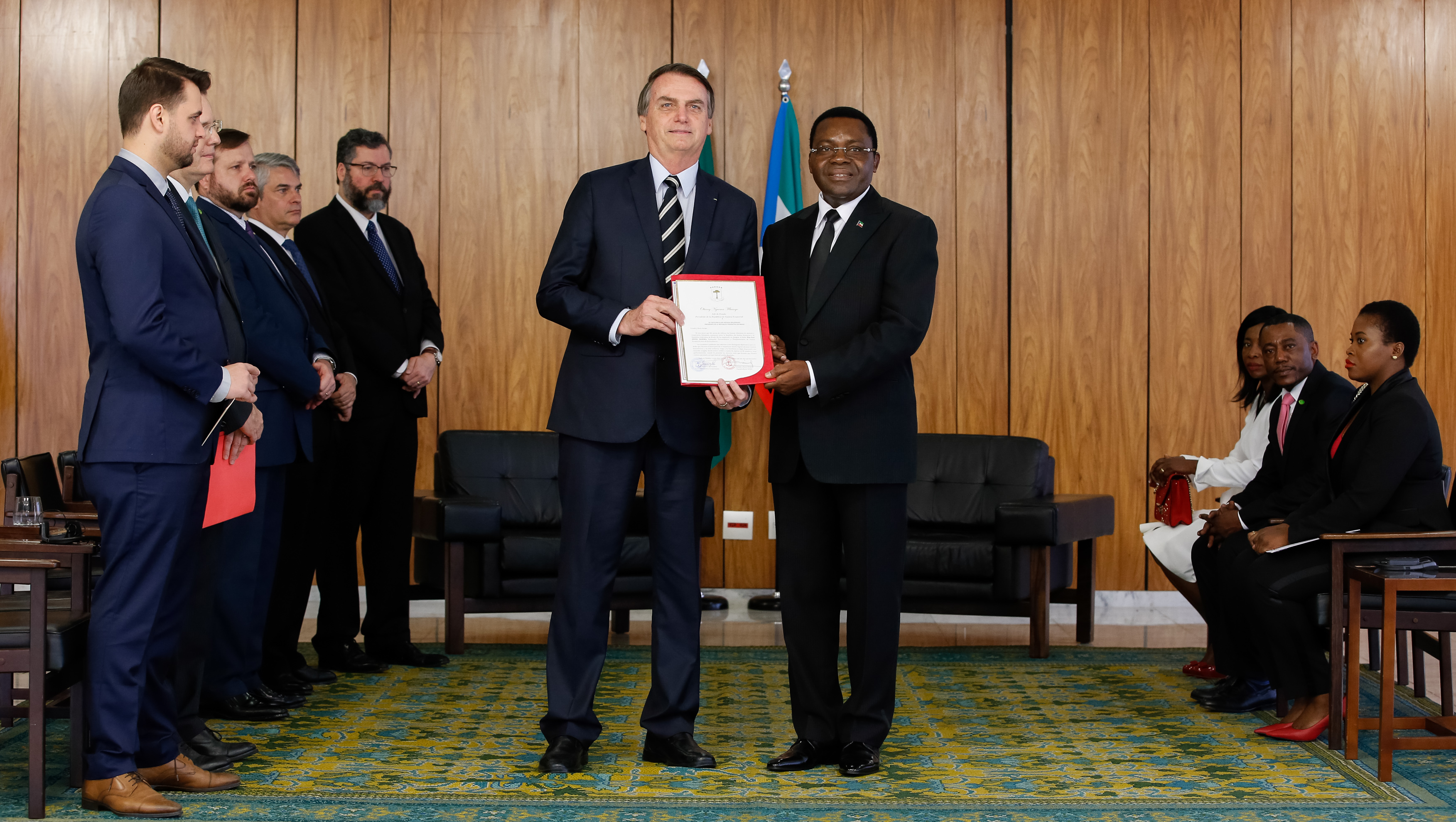
Juan Ndong Nguema Mbengono com o presidente brasileiro Jair Bolsonaro na cerimônia de apresentação de cartas credenciais em março de 2019.

Juan Ndong Nguema Mbengono, o atual embaixador do Brasil, tem longa carreira na diplomacia. Já foi embaixador da Guiné Equatorial no Marrocos, no Egito, na Tunísia e no Gabão, além de cônsul e encarregado de negócios em Camarões e encarregado de negócios em Cuba. Foi também militar e Ministro da Saúde e Bem Estar Social da Guiné Equatorial. Está no cargo de embaixador no Brasil desde março de 2019, para onde se mudou com sua esposa e seus cinco filhos.

## Serviços
A embaixada realiza os serviços protocolares das representações estrangeiras, como o auxílio aos equato-guineeses que moram no Brasil e aos visitantes vindos da Guiné Equatorial e também para os brasileiros que desejam visitar ou se mudar para o país africano. O fluxo de brasileiros na Guiné Equatorial tem crescido com a presença de várias multinacionais brasileiras, e há mais de quatrocentos cidadãos brasileiros no país. A embaixada de Brasília é a única opção consular da Guiné Equatorial no Brasil.
Outras ações que passam pela embaixada são as relações diplomáticas com o governo brasileiro nas áreas política, econômica, cultural e científica.Os dois países mantém um acordo básico de cooperação e o intercâmbio estudantil dos equato-guineenses para o Brasil tem crescido.